# Pitigliano
Pitigliano est une commune de la province de Grosseto en Toscane (Italie).

## Géographie
Pitigliano se trouve en Maremme grossetane, dans la zone dite Area del Tufo. Son site est riche en tuf volcanique, ce qui permettait sous le Néolithique d'aménager des habitats troglodytes.

## Description
En surplomb des gorges de la Lente, Pitigliano est accroché à une falaise. Le lacis de ses ruelles laisse deviner l'empreinte du passé : nécropoles étrusques taillées dans la roche, ruines romaines, maisons médiévales, églises baroques, mais aussi vestiges du ghetto juif, appelé la « petite Jérusalem ». Protégée par les Orsini, puis les Médicis, une communauté juive fuyant Rome avait en effet trouvé refuge dans la ville au XVIe siècle.
De nos jours, Pitigliano est tourné vers les vignobles qui, grâce à ses caves naturelles, ont participé à sa réputation (ciliegiolo, sangiovese).

## Culture

### Monuments

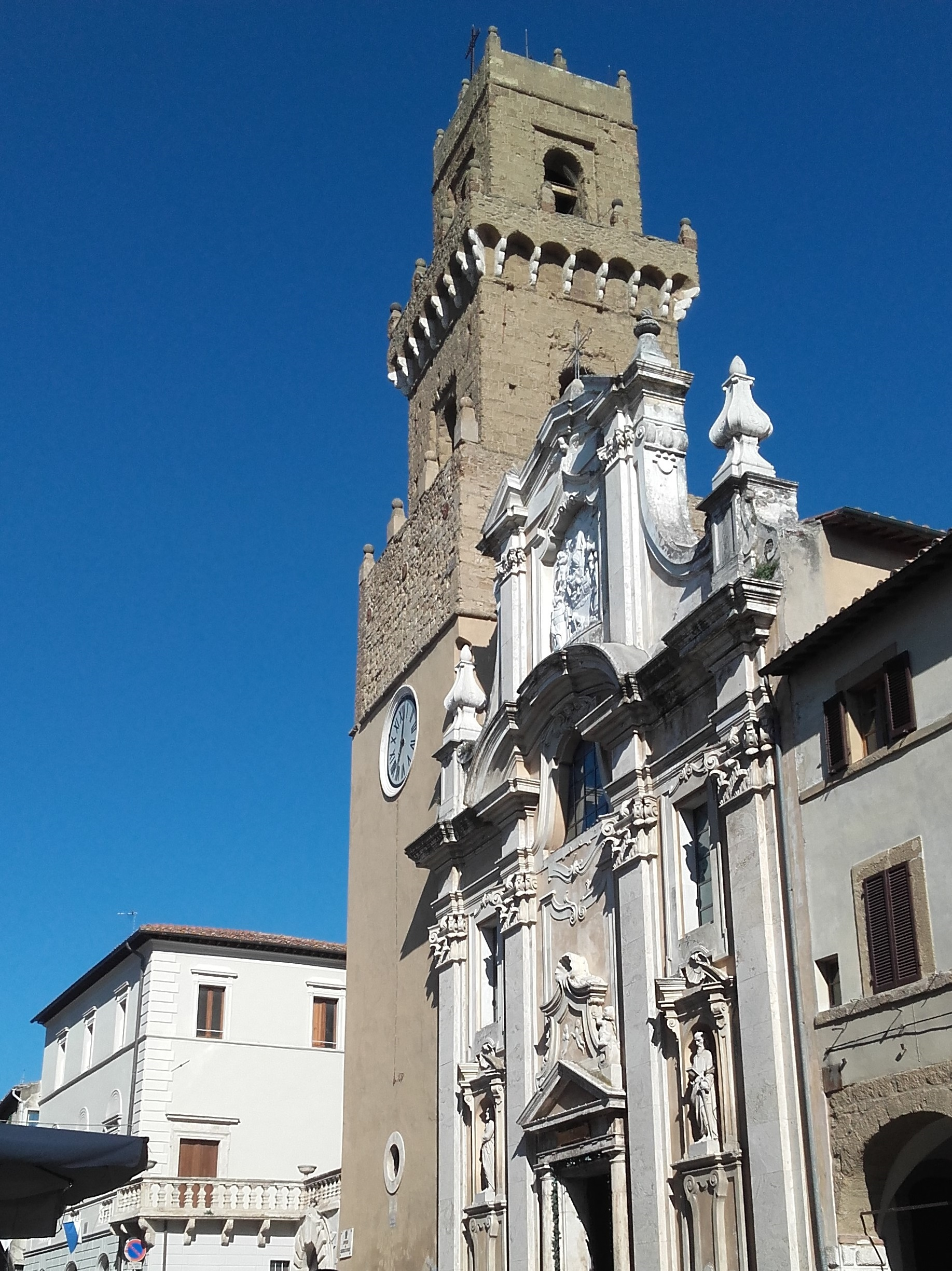
Dôme (église) de Pitigliano.

- Synagogue et quartier dit de « La petite Jérusalem »[3]
- Cathédrale Saints-Pierre-et-Paul
- Église Sainte-Marie-et-Saint-Roch
- Palazzo Orsini
- Palais de justice
- Palazzo comunale et le Théâtre Salvini
- Oratoire de Santissimo Crocifisso
- Église Santa Maria Assunta
- Sanctuaire de la Madonna delle Grazie
- Murailles de Pitigliano : les murailles de la ville ont été construites par les Aldobrandeschi à partir du IXe siècle, même si une fortification étrusque primitive était déjà présente dès le VIIe siècle av. J.-C.

### Musées
- Musée archéologique civique, piazza Fortezza Orsini
- Museo di Palazzo Orsini (it)

### Quelques vues

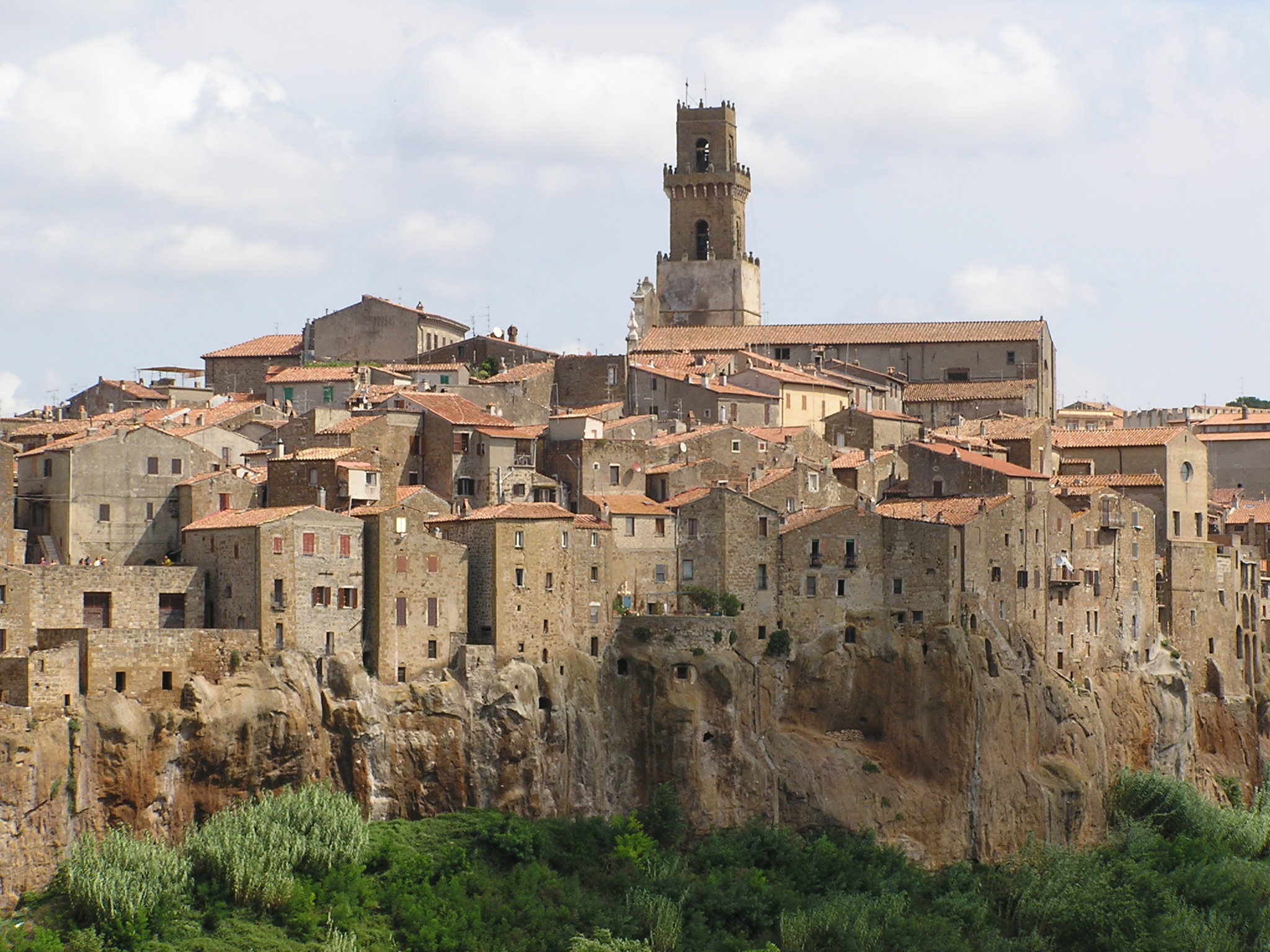
Le bourg médiéval perché.
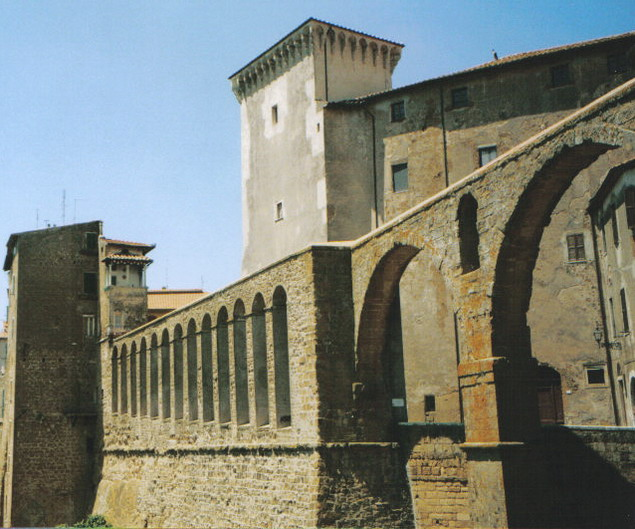
L'aqueduc et palais Orsini.
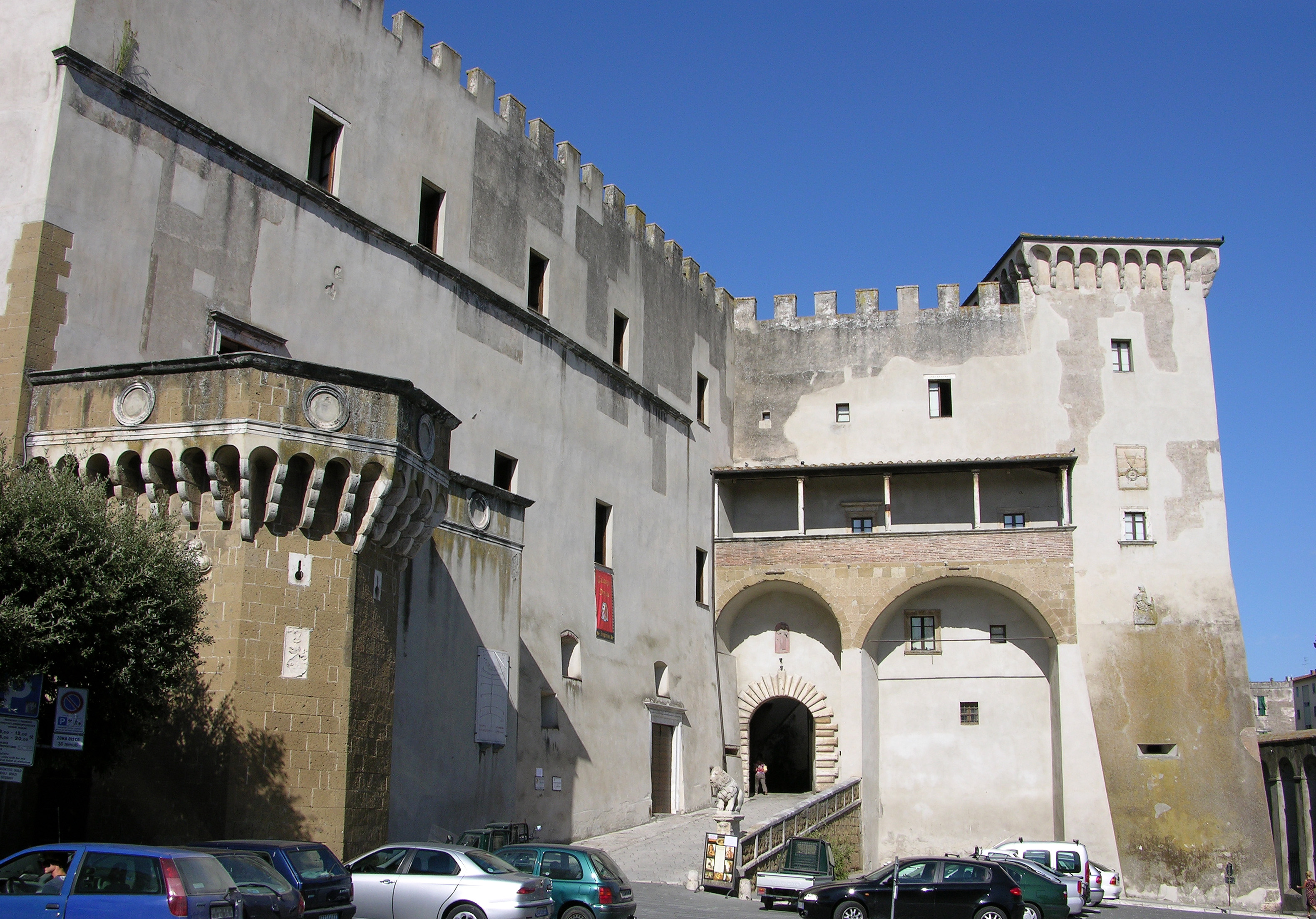
Le Palazzo Orsini.
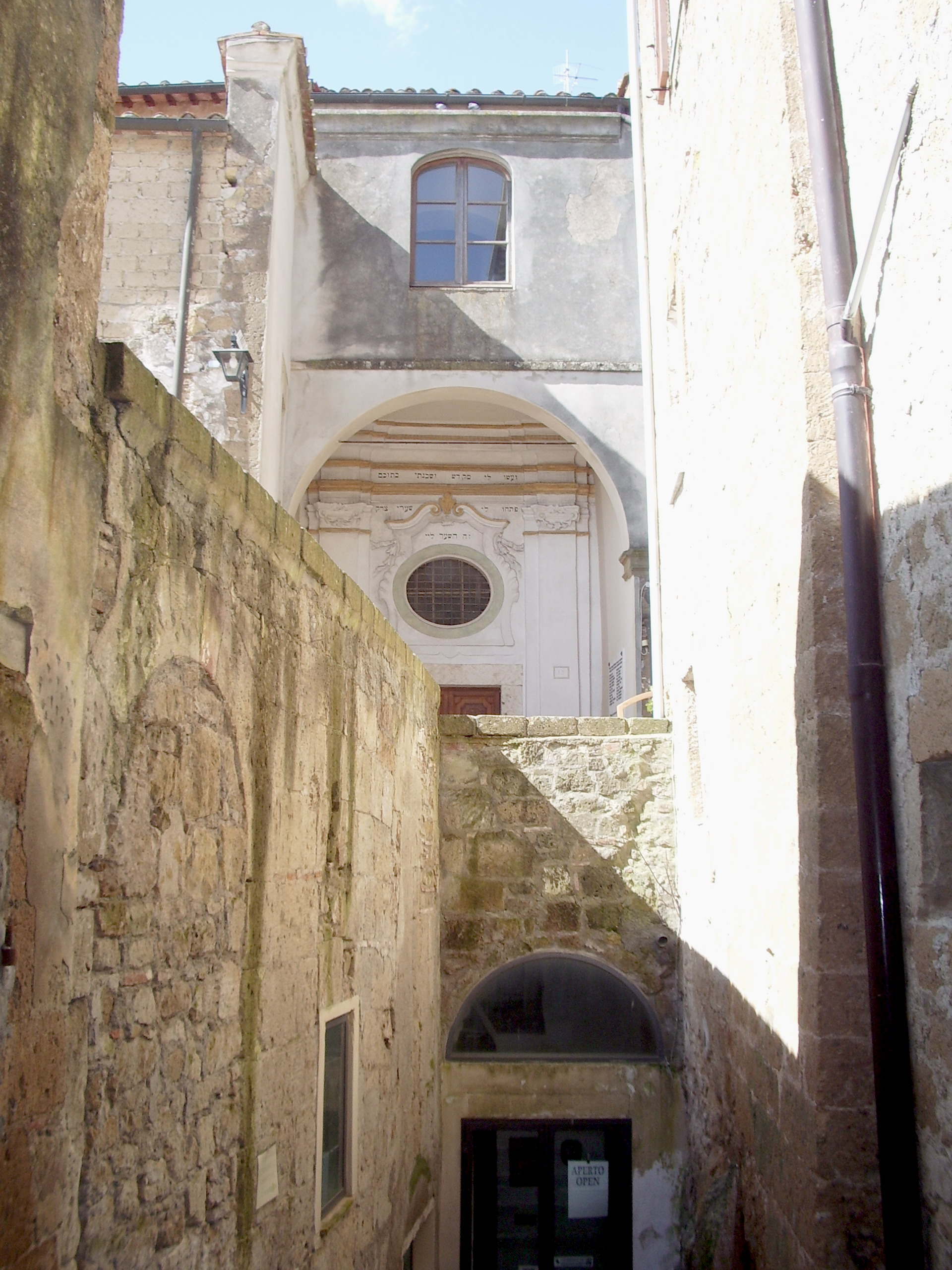
La synagogue.
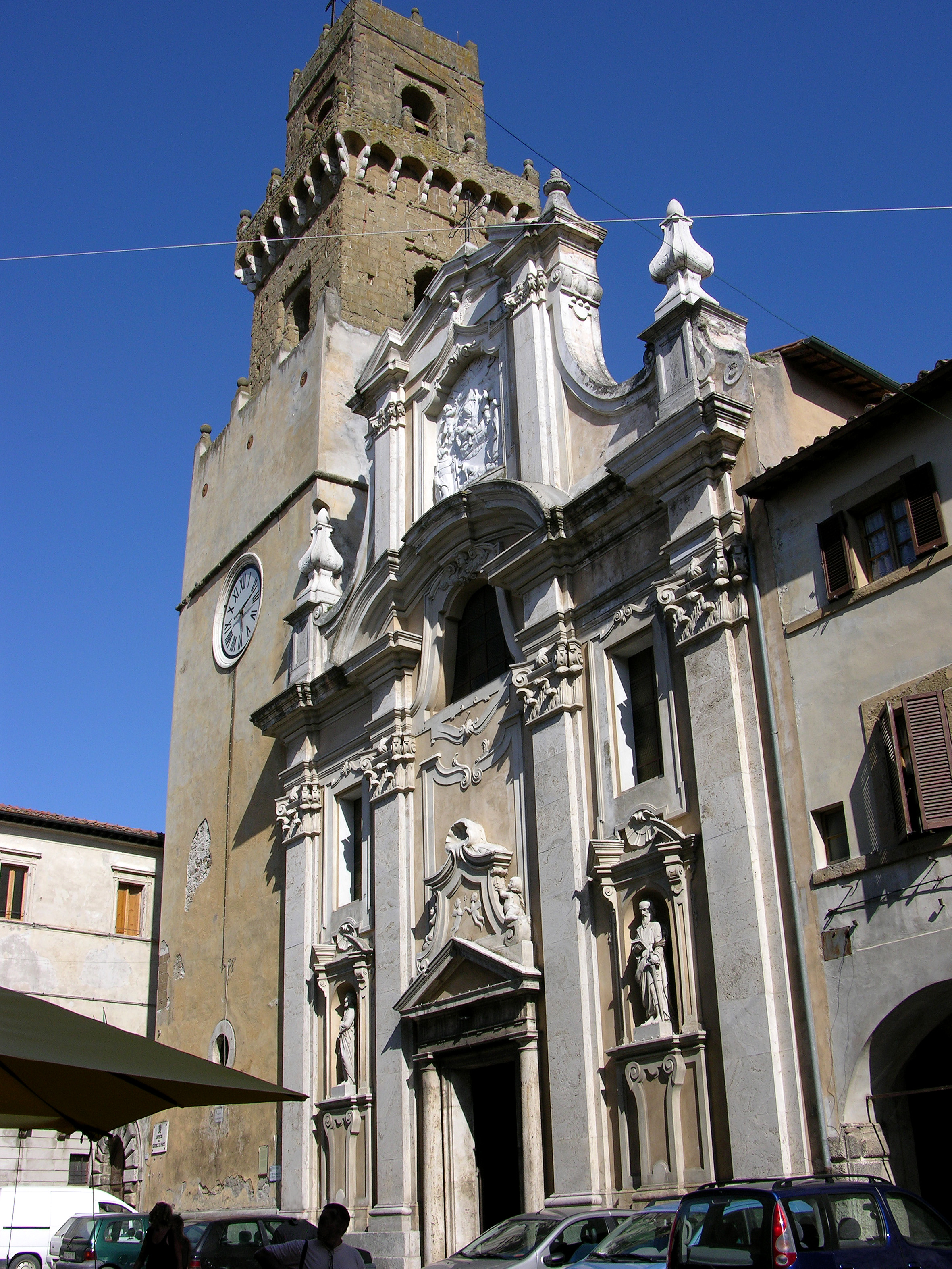
Le Duomo.
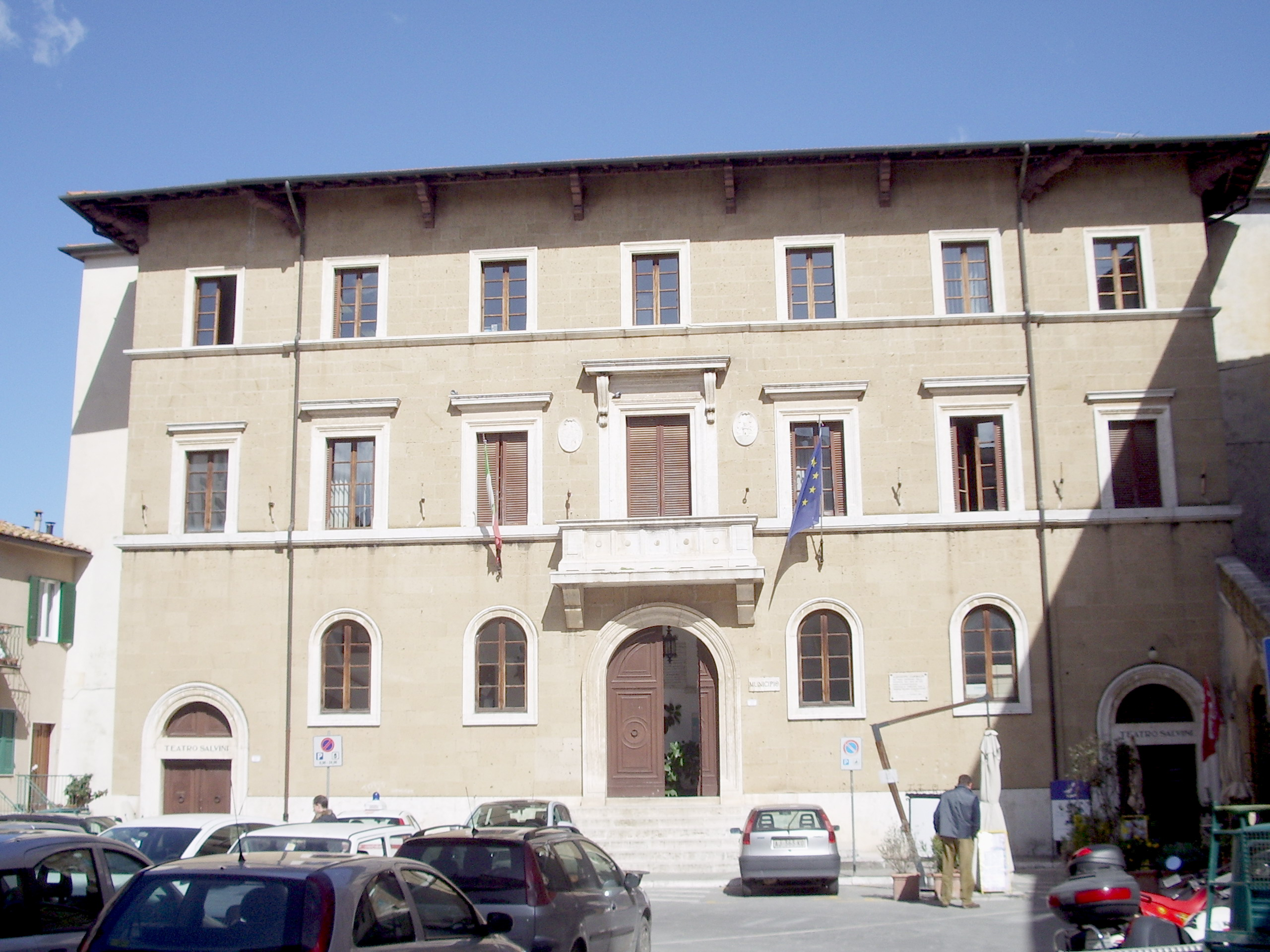
Le Palazzo comunale et le théâtre.
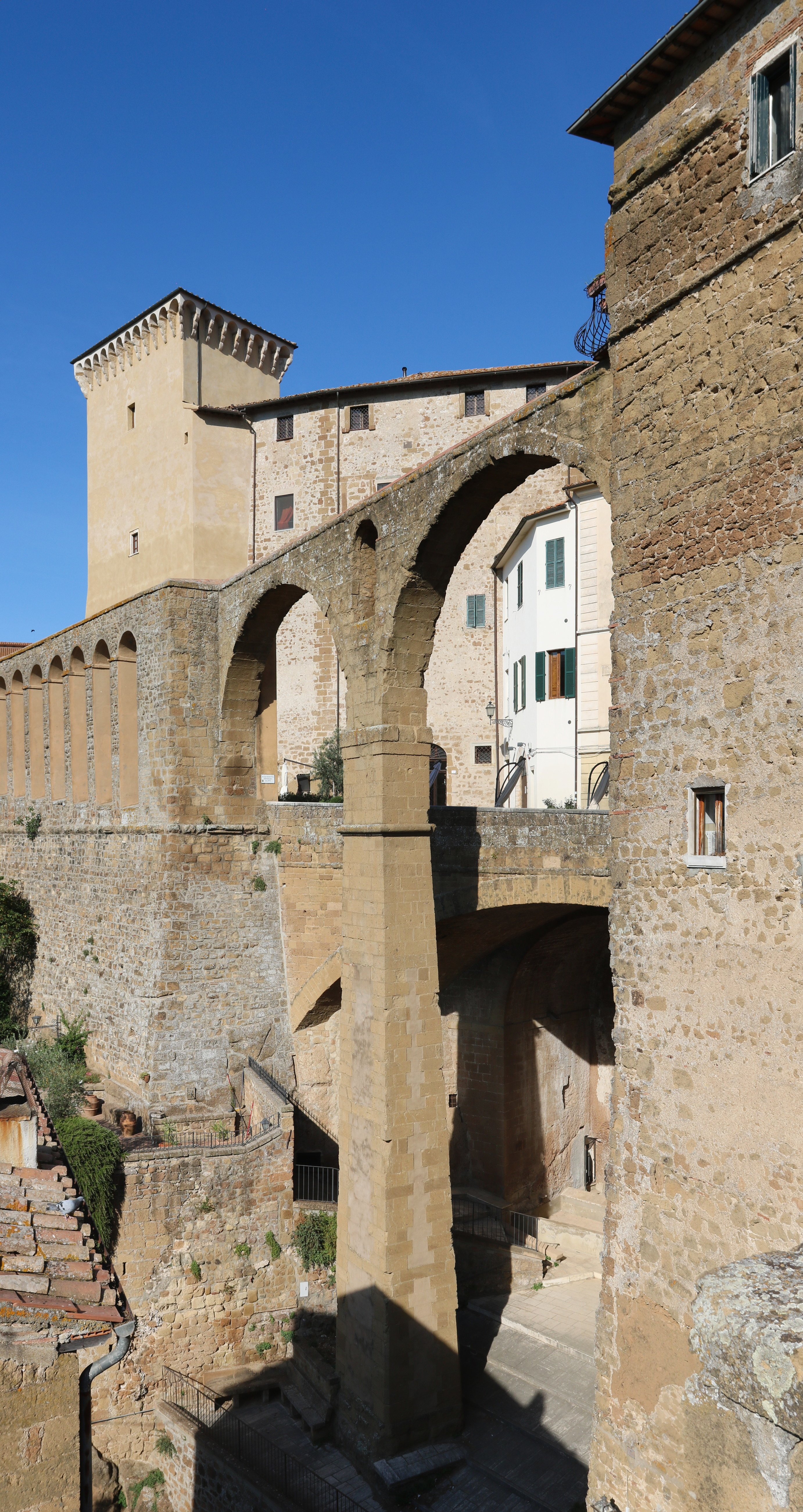
L'Acquedotto Mediceo (Pitigliano) (it). Septembre 2021.

Vue générale de Pitigliano. Avril 2023.

### Festivités
Chaque 19 mars a lieu une marche aux flambeaux, de la Via Cava jusqu'au village, afin de célébrer le retour de la saison lumineuse. À la fin, sur la grande place de Pitigliano plongée dans l'obscurité, un pantin figurant l'hiver est incendié.

## Personnalités
- Umberto Baldini (1921-2006), historien de l'art.
- Francesco Zuccarelli (1702-1788), artiste peintre.

## Administration
| Période                                  | Période  | Identité        | Étiquette | Qualité |
| ---------------------------------------- | -------- | --------------- | --------- | ------- |
| 29 mai 2007                              | En cours | Dino Seccarecci |           |         |
| Les données manquantes sont à compléter. |          |                 |           |         |

### Hameaux
- Casone

### Communes limitrophes
Farnese, Ischia di Castro, Latera, Manciano, Sorano, Valentano